# 王偉士
王偉士（?—?），字少義，號誠齋，贵州黃平人，清朝政治人物、同進士出身。

## 生平
乾隆十六年辛未科進士，三甲八十七名，官湖南永明縣知縣，遷大理寺評事。